# Ailuropoda wulingshanensis
Ailuropoda wulingshanensis — вимерлий бамбуковий ведмідь пізнього періоду ранній раннього плейстоцену Китаю.